# ロックマンギガミックス
『ロックマンギガミックス』（ROCKMAN GIGAMIX） は、有賀ヒトシによる日本の漫画作品。ロックマンシリーズを原作とする漫画作品であり、『ロックマンメガミックス』の続編に当たる。

## 概要
基本的にはロックマンシリーズの世界観やキャラクターを使ったオリジナルストーリー（モチーフとした作品の数ヵ月後ないしは数年後を舞台のイメージとしているため）で、有賀独自の解釈で世界観を作り上げている。作風としては、『鉄腕アトム』同様の「ロボットの存在意義や葛藤」を描いた前作に対し、本作では「ロボットに心を持たせた理由」「人類の存亡をかけた壮絶な戦い」を描いたシリアスで重いストーリーが展開される。
『メガミックス』からおよそ10年振りの完全な新作としてストーリーが描かれており、全3巻構成となっている。Vol.1は、2つの短編、Vol.2、3には最終章となる長編が収録されている。
有賀は執筆中に腕を痛めており、そのため2巻、3巻は有賀と友好関係にある多数の漫画家やイラストレーター（この中には妻の古代彩乃や漫画版『ロックマンX』作者の岩本佳浩などもいる）が作画などに協力している。そのため、本来の有賀の画風と異なったイラストレーションになっている場面が多い。
なお、「アステロイドブルース」以外の作品のプロットは『ギガミックス』刊行より10年以上前となる『メガミックス』終了時点からすでにしていた（ただし、有賀の弁によると休載期間中に作り直した箇所も多いという）。だが、『メガミックス』を掲載していた『コミックボンボン』増刊号の休刊などによって長い間執筆の場所を失ってしまっていたという経緯がある。その名残として、「バーニングホイール」では背景広告として本来の掲載予定時期ならカプコンの最新作となるはずだった『ストリートファイターIII』の広告がある、「白い悪夢」以降に『ロックマンワールド5』関連要素が盛り込まれているのは当時ニンテンドーパワー用タイトルとして『ワールド5』が登場予定だったことで時事ネタとなるはずだった、といった要素がある。
「バーニングホイール」と「暗黒の月」には読者から募集されたデザインを基にしたロボットが多数登場していて、このデザインは当時作者のサイト「有賀MEGAMIX」で「やられロボ募集」という名称で公募が行われていた。Vol.3の表紙の裏には、スペシャルサンクスとして採用された投稿者のハンドルネームが記載されている（有賀のブログによると、古代彩乃からの指摘だったとのこと）。
2015年の4月から6月にかけて、復刊ドットコムより一部改訂した新装版が全3巻刊行された。

## 各ストーリー
Vol.1
アステロイドブルース
『ロックマン3 Dr.ワイリーの最期!?』がモチーフで、『メガミックス』における「R破壊指令」と「メタルハート」の間の時間軸に起きたストーリーである。ロックマンとブルースの出会いが描かれている。
20XX年。ロックマンとの長き激闘の末、ついに逮捕されたDr.ワイリーは、裁判にて禁固2000年の刑に服することとなり、刑務所の地下100mにて投獄の身となった。
それから約半年後、Dr.ライトの開発した探査艇が太陽系外の宇宙より飛来した謎の小惑星を発見。「α（アルファ）」と名付けられた小惑星には、地球外文明のものと思われる謎の遺跡が存在し、さらにその最深部に存在する祭壇のような場所には、今まで人類が手にしたことも無い程の膨大なエネルギーを秘めた結晶である「エネルギー元素」が一つ置かれており、また、エネルギー元素を守る者と思われる自動兵器も存在した。ライトの分析の結果、小惑星αには回収して地球に送られたエネルギー元素と同じ物と思われるエネルギー元素がまだ8つ残っていることを突き止める。エネルギー元素が9つも揃えば1000年もの年月の間、エネルギー問題が解決されることから、世界政府はエネルギー元素全ての回収を決定。このことで、ライトは「今までの罪を不問にする」という条件で、服役中のワイリーの協力を得て、遺跡に侵入し自動兵器と戦って全てのエネルギー元素を回収できるロボットの製作に乗り出す。
3ヵ月後。宇宙に上がったライトとワイリーは、小惑星αに向かう探査艇の中で遺跡探査及び戦闘用の巨大ロボット「γ（ガンマ）」を完成させる。あと二日で小惑星αに辿り着く所であったが、ワイリーを連行する警備ロボットの前に正体不明のロボットが出現。警備ロボットを撃退するのと同時に、手錠で繋がれたワイリーを解放する。ワイリーはライトとγの設計と開発をする最中、密かにγの内部に予備のエネルギータンクと見せかけて「物質瞬間移送装置（テレポーテーター）」を設置し、それを利用して隙を見て地球の秘密基地に戻っては、エネルギー元素全てを手に入れるための戦力を整えていた。そして今、探査艇を小惑星に激突させようと暴れまわる正体不明のロボットたちこそ、ワイリーが新たに生み出したロボット軍団「サードナンバーズ」であった。
地球に戻り、ドクロロボットたちを引き連れて国際エネルギー研究所から既に回収されたエネルギー元素を奪取したワイリーは、小惑星に残った8つのエネルギー元素を奪うべく、サードナンバーズ達にγを起動させる指示をする。その一方、ロックマンの前に「ブレイクマン」と呼ばれる赤いロボットが現れ、ロックマンに挑んでくる。ロックマンがブレイクマンを撃退したその時、ライトからの通信が入り、通信越しでマスクの割れたブレイクマンの素顔を見たライトは、彼を「ブルース」と呼び、驚愕の表情を浮かべる。
バーニング・ホイール
『ロックマン バトル&チェイス』と『ロックマン7 宿命の対決!』がモチーフで、『メガミックス』における最後のストーリーである「史上最強の敵」の後に起きたストーリーである。
太平洋で建造されていた、日本の東京とアメリカのサンフランシスコを繋ぐ太平洋横断橋（ワールドブリッジ）が完成した。この全線開通記念イベントとして、WRU（世界ロボット連盟）はワールド・ブリッジを舞台にしたロボットの操るマシンによって行われる大レース「バトル＆チェイス」を開催。WRUの名誉顧問であるライト博士は、渋々と式典への参加を余儀なくされる。そんな中、テレビでロールがビートを改造したマシンである「ポップン・ビート」に乗って勝手にレースに参加することを知ったロックは、ライト博士を引き止め、ライトットが勝手にラッシュを改造したマシンである「ラッシュ・ロードスター」に乗り、ロールを止めるべくレース会場に向かう。
しかし、レース会場へ向かう途中、Dr.ワイリーが新たに生み出した「セブンス・ナンバーズ」のメンバーであるスラッシュマンとシェードマンの奇襲を受ける。彼らはロールのポップン・ビートにセンサー内蔵式の爆弾が搭載され、ゴールを通過するのと共に爆発を起こすことを告げ、助けたければバトル&チェイスに参加してワイリーとレースで勝負することを要求し去っていく。
ようやくレース会場に辿り着いたロックだが、レースは既にスタートを切っていた。ロックがロールを助けるべく、やむなくレースに参加してコースを走る中、レースのトップグループを走るブラック軍団の一台が逆走を開始して正体を現す。その正体はフォルテと、彼の操縦するゴスペル・ダークスターであり、残りのブラック軍団も、ワイリー率いるセブンス・ナンバーズ達であった。フォルテが勝手に正体を現してしまったことで急遽正体を現さざるを得なくなったワイリーは、ワイリー軍団を総動員させて、レース場を大混乱に陥れる。
Vo2.、Vol.3
「バーニング・ホイール」の後に起きたストーリーとして描かれる。『ロックマン8 メタルヒーローズ』と『ロックマンワールド5』の2つのストーリーを組み合わせたストーリー展開で、有賀のロックマン作品の最終章となっている。
また、スペース・ルーラーズは異星文明のロボット集団ではあるが、Dr.ワイリーが復活させたのではなく、遥か昔に白いロボットに封印されていた設定になっており、白い悪夢に登場するスペース・ルーラーズを封印したそのロボットは、ロックマン8の冒頭での、地球に来る前の姿のデューオを元にしている（地球に来る前の姿のデューオは、書籍『R20』に悪のロボット共々設定画が載っている）。
白い悪夢
「α（アルファ）」と名付けられた小惑星から謎の爆発が起こったのと同時に、正体不明の存在が『Dr.ワイリー』の潜む島・ワイリーシティに飛来する。宇宙から何者かが現れたことを、ロックを始めとする地球のロボットたちは感じ取っていた。
「悪」であるDr.ワイリーを殺すべく、ワイリーシティに突如現れた正体不明の白いロボットは、フォルテを一撃で一蹴し、ワイリーシティの警備を行っていたセブンス・ナンバーズとサード・ナンバーズを難なく撃破。ワイリーシティの施設を次々と破壊しながら、Dr.ワイリーの司令室まで辿り着き、ワイリーに重傷を負わせる。ロックマンよりも遥かに冷酷無慈悲な白いロボットに追い詰められるワイリーであったが、セカンド・ナンバーズやシェードマンが犠牲になり、ワイリー・ナンバーズで唯一生き延びることができたシャドーマンによってDr.ライトの元へと運ばれる。
Dr.ライトの研究所にまで襲撃してきた白いロボットは「宇宙の正義を護るために戦っている」と豪語し、ワイリーやシャドーマンだけでなくワイリーを庇うライト・ナンバーズやロックマンまで自分の意にそぐわない者…「悪」として断罪することを宣言。
あまりにも偏った正義を掲げる白いロボットのやり方に納得のいかないロックマンは、ライト・ナンバーズやシャドーマンと共に白いロボットに立ち向かうが、圧倒的な戦闘力の前に徐々に押されていく。しかし、クイックマンに付けられた傷により僅かながら白いロボットの内部が露出して、そこにスーパーロックマンのロケットバスターが命中。白いロボットが深手を負いふらついたその時、白いロボットの内部からいくつものロボットの手が白いロボットを蝕んでいくかのように現れ、白いロボットが爆散したのと同時に爆発の煙から9体のロボットたちが現れる。
9体の黒い眼光を放つロボットたちは、かつて白いロボットが封印した凶悪な戦闘ロボット「スペース・ルーラーズ（宇宙の破壊者達）」であった。
暗黒の月
自分達が「宇宙を破壊し尽くす存在」であると豪語したスペース・ルーラーズは、上空に飛び上がって街を破壊し始めた。ロックとエレキマン、カットマン、ラッシュはそれを止めようと飛び出すが、返り討ちに遭い撃墜されてしまう。を中心にしてスペース・ルーラーズは世界各地へと散り、世界各地で活躍する元Mr.エックス・ナンバーズを次々と破壊。スペース・ルーラーズ殲滅のために結成されたロボット軍団もアース一人が約30分で全滅させる。
絶望的な現実をテレパシーで見せ付けられた人々は恐怖し、Dr.ライトも半ば諦める中、Dr.ワイリーは負傷したファイヤーマン達を修理すると言い出す。ファイヤーマン達を道具のように扱うのかとライトは詰め寄るが、逆にワイリーから「自分の都合を押し付けるお前こそロボットを道具のように扱っている」、「自分達が何故ロボットに『心』を持たせたのかを思い出せ」と突き付けられる。そこへスペース・ルーラーズのジュピターとビーナスが現れ、容赦無い攻撃を仕掛けてくる。
一方、ロックとエレキマン、カットマン、ラッシュは、自給戦隊アルバイターを自称するワイリーナンバーズのフィフス・ナンバーズに救われ、地下道にいた。それでもスペース・ルーラーズの執拗な追撃は続き、マーキュリー、サターン、ウラノスの三人がロック達を襲撃する。フィフス・ナンバーズはロックマンたちならばスペース・ルーラーズに勝てると信じてロック達を逃がそうとするが、敵の圧倒的な戦闘力の前に次々と破壊されていく。散ったフィフス・ナンバーズから託された思いを無駄にしないためにも、ロック達は諦めずに立ち向かおうとするが、その姿に苛立ちを覚えたスペース・ルーラーズの要請を受け、アースが新たに巨大ロボットダークムーンを召還。24時間後にダークムーンによって世界を破壊し尽くすことを宣言する。
ダーク・ムーンの唸り声が世界中に響く中、更なる絶望が襲い掛かっても、自らの意思で立ち向かおうとする「心」を持ったロボットたちに、ライトもまた、かつてワイリーと共に「心」を持ったロボットを造ろうと情熱を注いだ日々を思い出す。身を挺してライト達を護ろうとしたロールに、ビーナスが攻撃しようとしたその時、謎のロボットが現れ、ビーナスの身体を一撃で貫き、破壊する。
圧倒的な戦闘力を見せ付けたスペース・ルーラーズの一人を一撃で破壊した一体のロボットに誰もが驚く中、そのロボットは自らの名をデューオと名乗る。
Vol.3
光る明日へ
突如、現れた謎のロボット・デューオは、ロールやライト博士達の危険を無視してスペース・ルーラーズに攻撃を仕掛けるも、それをカリンカが制止。デューオは攻撃を中断して、ライト博士達の防戦へと移行する。デューオはコサック博士が造り出したロボットだった。
一方、スペース・ルーラーズに追い込まれたロックマン、カットマン、エレキマンの三体は、救援に現れたコサック・ナンバーズによって難を逃れるが、彼等は様子がおかしい。何かに操られるように突進してきたウラノスを集中砲火によって撃破。苦しみ出した彼らの身体から「超エネルギー結晶」が出てくる。
とりあえず難を逃れたロックマンたちは、ライトットが密かに建造していた移動研究所「ビッグ・エディー」の中で修理を開始するも、休む暇を与えないようにアースがビッグ・エディーを強襲する。すぐ様デューオは攻撃しようとするが、サターンのブラックホールによって宇宙へと飛ばされてしまい、残ったスペース・ルーラーズのメンバーによってデューオは破壊されてしまう。さらにアースによって、意図的にロックマンとアースの激しい攻防戦の映像が世界中に向けて流され、人々はロックマンに希望を託していたが、ロックマンが窮地に陥ったその時、突如何者かの攻撃によって、ロックマンの頭脳部分が狙撃されてしまう。それを行ったのは、他ならぬロックマン打倒に執念を燃やし、密かに開発していた強化スーツを身に纏ったワイリーだった。アースは自らの手でロックマンを倒すことで、世界中を絶望に染めて「真なる破壊神」を目覚めさせようとしていたが、予想外のワイリーの蛮行によってロックマンは倒れ、アースの目論見通りに世界中は一気に絶望の淵へと叩き落されてしまう。そんな中、タンゴに助けられていたブルースは、自らを助けるために機能停止したタンゴにマフラーを託すと、スペース・ルーラーズと決着をつけるべく、単独で宇宙に向かう。
最後の一撃を放ってアースが去って行った後、死んだと思われていたワイリー・ナンバーズのメンバーが現れた。彼等は真っ先に逃げ出そうとしたダークマン達によってガメライザーの中へと運び込まれていたのである。恩を仇で返してロックマンを撃ったワイリーに怒りを向けるライト・ナンバーズと、ワイリーを守ろうとするワイリー・ナンバーズが衝突する中、それをライト博士が制止する。実はワイリーは、ロックマンを仮死状態にしていただけで、それを行ったのも、今のロックマンではアースに太刀打ちできないと判断したからであった。ライトとワイリーは、急遽ロックマンの蘇生処置を開始するが、ロックマンの電子頭脳部分に、ワイリーが撃ったのとは異なる極小のレーザー跡があるのに気付く。アースはワイリーが一芝居打っていたのに気付いており、逆にそれを利用してロックマンの電子頭脳部分に致命傷を与えていたのだ。諦めずライトとワイリーの二人は、ロックマンの修理を懸命に続けるが、そこへカットマンが現れて、ある提案を出す。
スペース・ルーラーズを倒すには、コサック博士が自身のナンバーズ達に搭載した「超エネルギー結晶」の力が必要不可欠であるとエレキマンが言う中、ゴスペルにライトットを脅させて修理を終えたフォルテが、7本あった超エネルギー結晶の内4本も持ち出して、単独で宇宙に向かってしまう。超エネルギー結晶の力を制御できず暴走するフォルテは、先に宇宙に向かっていたブルースやスペース・ルーラーズを無差別攻撃。夢の中で、デューオの意志に今まで自らが行ってきた罪を追及され、苦悩するロックマン。そこへ現れたカットマンの意志に導かれ、ロックマンは目覚める。ロックマンとほぼ同型のロボットとして開発されたカットマンは、ロックマンの電子頭脳からデータを引き出し自らの電子頭脳に上書きさせてロックマンの人格データを保護したのだが、カットマンの人格データは消えてしまいカットマンは犠牲になった。
ロックマンは超エネルギー結晶を自らに搭載することを決意する。肝心の宇宙に向かう方法は生存していたシェードマンから提案があった。ワイリーが第二次世界征服計画の際に使用した基地に残されている「スカル衛星」にスターマンのバリアを展開させて宇宙へ上がる・というものだった。全てのナンバーズ達を破損したパーツとして代用し、機能停止していた基地は再稼動する。コサック博士はリングマン、ワイリーはシャドーマンを選抜し、それぞれに超エネルギー結晶を搭載。三人の博士やナンバーズ達に希望を託されたロックマンたちは、バリアを展開したスカル衛星にのって、破壊神「サンゴッド」が眠り続けるダークムーンのいる宇宙へと旅立つ。

## 登場人物

### 主要人物
デューオ（白い巨人）
『白い悪夢』にて初登場。宇宙に漂う小惑星αから突如出現し、そのまま地上のワイリーの本拠地を強襲した地球外文明のロボット。彼の存在を感じ取った9体のロボット（ロック、ロール、ブルース、フォルテ、1～5のナンバーズから1名ずつ）は最終決戦でもそれぞれ重要な役目を果たす。自身を「宇宙の正義の化身」として、絶対正義を掲げており、悪の存在を決して許さないという容赦ない激しい思想の持ち主で悪だけでなく悪を庇うもの（その人物の善悪関係なく）もまた排除対象と見なしている。
その圧倒的なパワーでワイリーナンバーズのセカンド、サーズ、セブンスを瞬く間に撃破し、ワイリーにも重傷を負わせた。その後、クイックマンに一時足止めされるも、島ごと基地を消し飛ばすという暴挙に出、ワイリーを追撃。囮のシェードマンを撃墜した後、重傷のワイリーを守ろうとするロックマンやカットマンらライトナンバーズと激突。7人を向こうに回してなお優勢だったものの、クイックマンの一撃でわずかにボディに亀裂が入っていることをシャドーマンから聞いたロックマンたちの奇策によって敗れる。しかし、それは彼の体内にいる9人の『悪』であるスペースルーラーズを復活させるという結果になった。
その後、爆発四散したボディのうち左腕だけコサック博士のもとに飛んでいき、コサックの作っていたγのコピーボディに移植されて異なる姿（原作で地球に降り立った後の姿）で復活し、同時にコサックに超エネルギー元素のクリスタルを与える。ビーナスを破壊するも、サターンのブラックホールでルーラーズの真っ只中に転送され、再び破壊される。だがボディを失ってもデューオ自身の意識は健在であり戦うロックマンたちにテレパシーのような形で声をかけ、最後はロックマンの正義の意思を認め、地球から去っていった。
ボディデザインは、『ロックマン8』本編でDr.ライト修復される以前の、地球に来る前の姿を基に作られている（地球に来る前の姿のデューオは、書籍『R20』に悪のロボット共々設定画が載っている）。
デューオ（コサック博士のロボット）
スペース・ルーラーズによってライト・ナンバーズが攻撃されていた際に、ロールを庇って突如現れた、白いロボットと外見や特徴の似た謎のロボット。
コサック博士が作り上げた9体目のコサックナンバーズと言うべき存在。スペース・ルーラーズをも凌駕しうる圧倒的な戦闘力を誇り、一撃でビーナスを破壊した。
このデューオを製作中に、いつの間にか左腕が握っていた7つの超エネルギー結晶が最終決戦で大きな役割を果たすことになる。
ロックマンを狙ってきたアースと対峙するも、サターンのブラックホールによって6体のルーラーズが待ち受ける宇宙空間へ強制転移させられ、そのまま集中砲火を受け倒れてしまう。しかしエピローグでのカリンカのセリフから、最終決戦後デューオは地球を立ち去ったらしく生きている様子（修理されたなどの描写は無し。なお破壊された後地球のロボットたちに話しかけているのは白いロボットのシルエット）。
黒い魔人
『光る明日へ』序盤の回想シーンにのみ登場。遥か昔に遠くの宇宙で、白いロボットことデューオと戦っていたロボット。白いロボット状態のデューオと酷似したデザインだが、細部デザインの意匠が悪魔などを思わせる禍々しいものとなっており、全身が黒い。この戦いで生じた2体のロボットのボディの破片こそがスペースルーラーズの持つ「超エネルギー元素」であるとされている。
モデルは、『ロックマン8』の冒頭のムービーでデューオと戦っていた「悪のエネルギー」を持つ宇宙からのロボットである。

### スペース・ルーラーズ
『ロックマンワールド5』のボスのこと。自らを「宇宙の破壊者」と称する。圧倒的なまでの戦闘力を誇り、世界各地の高性能ロボットを瞬く間に殲滅した。
異星文明が製作したロボット軍団である点は共通しているが、本作ではワイリーが覚醒させたという設定ではなく、デューオが自身の中に封印していたという設定になっている。自分達を造った文明を惑星ごと滅ぼし、異星人の生き残りが逃れた小惑星αを滅亡寸前まで追いやったものの、突如現れた白いロボットによって封印された。白いロボットが致命傷を負ったことで復活を果たし、地球への無差別攻撃を開始する（後にこの事件は「ルーラーズ災害」と称された）。全員が、両瞳の白目、黒目が反転しており、禍々しい様相となっている。
作中では言及されなかったが、『ロックマンマニアックス』に掲載された設定資料集によれば、ルーラーズの持つ強大な力は、体内に搭載された超エネルギー元素からもたらされたものであり、彼らを生みだした異星人の科学技術は、作中の地球人のそれと大差ないとされる。ルーラーズは超エネルギー元素からもたらされる膨大な力を、被膜（エネルギー被膜）のような形で常に体表面に纏っており、これは敵からの攻撃を防ぐバリアーとしての他、体内からのエネルギーの暴走による自壊を防ぐ役割も果たしている。これに加えて、ルーラーズは各々の特性に合わせて、それぞれ異なった形でエネルギーを戦闘に利用しており、これが各個人の性能差として表れている。エネルギー被膜を突破してダメージを与えるには、こちらも超エネルギー元素によるエネルギーで中和するか、核兵器並みのエネルギーで強引に突破するしかない（クイックマンがマーキュリーを倒したのは後者の方法）。原作ゲームである『ワールド5』においても、スペースルーラーズにはロックバスターおよびスーパーロックバスターが効かない設定になっているため、これは本作の独自設定にはならないと言える。
SRN.001 アース
スペースルーラーズのリーダー。エネルギー被膜に包んだエネルギー体を多段屈折など遠隔操作が可能な高出力電磁レーザーとして撃つ「スパークチェイサー」を特殊武器として使う。他にも、糸状にしたエネルギー被膜で自身と他者を連結してテレパシーで人間達に自らの意思を伝える等、他のスペースルーラーズのメンバー達よりも高度な能力を持っている。
世界中から集められたロボット軍団をわずか30分で殲滅し、さらにはダークムーンを召喚して24時間以内に地球を破壊しつくすことを宣言する。
最終決戦にて超エネルギー結晶を装備したロックマンと対峙。高性能な戦闘力で彼を追い詰めるも、少しずつ劣勢になっていきついにバスターで撃ち抜かれ活動不能の状態へと追い込まれた。しかしロックマンに敗れた自身の絶望をダークムーンに与えるため、スパークチェイサーで自害。ルーラーズ最後の戦死者となった。
SRN.002 マーキュリー
スペースルーラーズの一員。体が液体でできており、液化することであらゆる攻撃を受け流したり、敵を内部から破壊することが可能。敵からエネルギーを吸い取る「スナッチバスター」を特殊武器として扱う。普段見えるマーキュリーの体は周囲の物質を集めて形成された擬似的な物であり、本体は超エネルギー元素によるエネルギー被膜の不可視の力場そのものである。エネルギー被膜自体を完全に破壊しない限り無限に自己再生できる。
不死身になれるが体を維持するための燃費が激しく、まともに戦えない失敗作として廃棄処分されそうになったが、スナッチバスターを武装して難を逃れた。ゆえに陰険かつ下劣、相手をいたぶりながら倒す戦法を好む性格になっている。
最終決戦ではネプチューン、マースと共にシャドーマンを挟撃。ブルースにも襲いかかるも、刀で串刺しにされたネプチューンごと突っ込んできたシャドーマンの手で3人共々大気圏内に突入してしまう。メカドラゴン上にてクイックマンに救出されたシャドーマンを強襲。超エネルギー結晶ごとシャドーマンの胸部を貫き、そのままクイックマンに対する人質として使おうとするも、それよりも速く動いたクイックマンの斬撃を受け、真っ二つになる。しぶとく再生しようとしたが、そのまま崩れ落ち（新装版ではクイックマンにより再生が追いつかなくなるほど切り刻まれ）、消滅した。
SRN.003 ビーナス
スペースルーラーズの一員。蟹と人間が合わさったような外見をしている。泡状の爆弾で攻撃する「バブルボム」を特殊武器として扱う。バブルボムの火力と、近距離での爆発を想定したボディの防御力に超エネルギー元素の力を回している。
「ゴミ掃除」といった名目で破壊活動を行う。語尾に「ブクク」等といった泡立つ音を表現する言葉を使う。
ジュピターと共にライト・ナンバーズの殲滅に向かい、ロールに至近距離からバブルボムで攻撃しようとした所を、突如現れたデューオに拳で胴体を貫かれ、破壊される。
SRN.004 マース
スペースルーラーズの一員。全身を兵器で武装している。超エネルギー元素で弾薬をボディ内で大量に生産しており、圧倒的な火力に加えプルートなどへの弾薬の補給も行っている。エネルギーのほとんどを弾薬生成に注いでいるため防御力はやや低い。
他のルーラーズと比べて出番がとても少ない。
最終決戦ではマーキュリー、ネプチューンと共にシャドーマンと対戦。シャドーマンとマーキュリー、ネプチューンが地球に落下した後は標的をブルースに変更し、圧倒的な火力で追い詰めるも、ダメージ覚悟で突っ込んできたブルースに気圧され、頭部砲にバスターを捻じ込まれ、そのまま頭部が暴発し、戦死。
SRN.005 ジュピター
スペースルーラーズの一員。エネルギー被膜に包まれた電撃を制御・形成して銃弾や剣のように扱う武器「エレクトリックショック」はカットマンの両腕を一瞬で切り落とすほどの威力。
サターンによると、エレキマンとロックマンが一斉にサンダービームを撃っても、ジュピターの電撃の100分の1にも満たないという。
原作でジュピターはジェットエンジンで空を飛ぶロボットという設定であったが、本作のスペースルーラーズは全員浮遊が可能なのでこの設定は無い。
最終決戦ではロックマンと対戦するも、バスターに射抜かれ戦死した。
SRN.006 サターン
スペースルーラーズの一員。ブラックホールを出現させるリングで空間を歪め、空間をつないだりブラックホールの中に隠れたりする。
ブラックホールでチャージマンを翻弄し、フィフスナンバーズが命を張った「モードZ」を失敗させた。ロックマン、スーパーカットマン、エレキマン達をウラノス、マーキュリーと共に窮地に追い込むが、コサックナンバーズによりウラノスが破壊され撤退、アースに右目を繰り抜かれ、その苦しみがサンゴッド復活の糧にされるという制裁を受けた。
最終決戦ではゴスペルブースト形態のフォルテと対戦。4つの超エネルギー結晶による過剰な大出力のせいで自我を失った彼を相手に優勢に立ち続けるも、デューオの意志の問いかけで辛うじて正気に戻ったフォルテが投げつけた4つのクリスタルが、フォルテのバスターの一撃で大爆発を起こし、それに巻き込まれ消滅した。
設定資料によれば超エネルギー元素からのエネルギーの大半をブラックホールに使っているので、身体能力はルーラーズの中でも最も低いらしい。
SRN.007 ウラノス
スペースルーラーズの一員。図体が大きく猛牛のような姿をしている。発言をするときに最初の文字を重複する等、低能なように見えるが、ルーラーズとしての誇りは高い模様。
パワーと耐久力はルーラーズ一で、カットマンのローリングカッターを片手で握り潰し、フレイムマンやストーンマンを破壊、さらには地下水路を破壊するほどの地響きを起こす。
下水道でロックマン、カットマン、エレキマンを追い詰めるも、超エネルギー結晶の出力で暴走したリングマンらコサックナンバーズ7体の妨害に遭う。逆上して突進するものの、ブライトマンのフラッシュストッパーで動きを封じられ、その隙に他のコサックナンバーズ達の集中砲火を浴びたことで、さすがに耐え切れず戦死した。
設定資料によればパワーがアースと同レベル、かつ超エネルギー元素からのエネルギーの大半をボディの防御に回しており、ノーガードの白兵戦闘が可能となっている。
SRN.008 プルート
スペースルーラーズの一員。豹のような姿に鋭い爪を持つ。超エネルギー元素をボディの機動力と爪の部分に注力しており、エネルギー被膜の塊となった爪の威力はとても高く、エレキマンの右腕を一撃で切り裂いた。
公式にはスラッシュマンは彼をモデルに造られたという設定があるが、本作では「バーニングホイール」の時点ですでにスラッシュマンは完成していたので、この設定は本作にはない。
最終決戦ではリングマンと対戦。高速の格闘と尻尾からの誘導弾であわやという所までリングマンを追い詰めるが、突如現れたスカルマンの幻影に怯え、離脱しようとする。その後、スカルマンを「化け物」と罵るが、それに激昂したリングマンのリングブーメランによる拳打で身体を貫かれ、戦死した。
SRN.009 ネプチューン
スペースルーラーズの一員。半魚人の姿をしている。
武器の「ソルトウォーター」でナイトマンのナイトシールドを溶かし、ナイトマンを破壊した。
最終決戦ではマーキュリー、マースと共にシャドーマンと対戦。ブルースにも襲いかかり、彼の窮地に気を取られたシャドーマンにソルトウォーターを浴びせるも、ダメージ覚悟で突進したシャドーマンの刀によってマーキュリーごと串刺しにされ大気圏に突入。そのまま燃え尽き死亡した。
設定資料によれば、ソルトウォーターには金属腐食を強く促進させる真正細菌が含まれており、ネプチューンは超エネルギー元素からのエネルギーをこの真正細菌の生命維持に利用している。一種の共生関係にあると本能で理解している真正細菌がネプチューンを侵食することはないという。
ダークムーン
アースが生み出した「暗黒の月」。原作ゲームのダークムーンのように手足はない。
巨大な球体に不気味な眼がついた様相を持ち、アースのテレパス能力によって地球上のどこにいても空に見える。時間が経つごとに巨大になっていき、人間やロボットの絶望を喰うことでそれは加速していく様子。自身も不気味な怪音を発することで、人々の恐怖と不安を増幅させる能力を持つ。その正体は、アースの持つテレパシー能力（エネルギー被膜による他者との連結）によって負の感情を吸い上げて終結させる、破壊神サンゴッドの卵というべきもので、アースの絶望を喰らったことでついに孵化した。
サンゴッド
アース曰く「真の破壊神」。ダークムーンの中から突如出現したロボットで四肢が炎を纏い、炎とヘルメットの影のせいで表情が全く伺えない外見となっている（カバー裏のラフ画では鋭い眼つきの表情が描かれている）。
ワイリーと同じく超エネルギー元素を「組み込まれた者の精神に応じ、別世界から無限にエネルギーを抽出する扉」だと結論した異星人が、戦争における負の感情を集結させることで生み出した「開きっ放しとなった超エネルギー元素の扉」であり、ロボットでも生物でもない負の感情の集合体である。身体から生じる炎は溢れ出るエネルギーの一部である。
自我らしきものは見受けられず、セリフを言う等の意思表示をする場面もなく、ただ地球を破壊するためにロックマンに戦いを挑む。左腕のバスターから高出力ビームを放ち、体中から炎を敵対者に向けて放出するなどの多彩な攻撃手段を持ち、さらにはたった一発の砲撃で、地球の至る場所に天災を発生させている。その圧倒的パワーでロックマンを追い詰めていくも、激戦の末に倒される結末となった（詳しい戦闘の結末は描かれていない）。

### ワイリーナンバーズ
容姿に関しては有賀曰く「7と8に登場するワイリーナンバーズはゲーム内でのビジュアルが公式絵に近いため、（他のナンバーズと比べると）アレンジは控えめ」とのこと。

#### セブンスナンバーズ
『ロックマン7』のボスのこと。
「バーニングホイール」ではフォルテやスターマンたちと共にバトル＆チェイスにおびき寄せたロックマンへの刺客として仕向けられるが、作戦から勝手に離脱するフォルテやフリーズマン、スラッシュマンごとロックマンを仕止めようとするシェードマンなど、連携力は低くどれもロックマンを妨害するには至らなかった。一方で、スプリングマンとターボマンは「レイ＝ブリュイルト博士」のロボットという肩書でレースに参加、終盤にはDWNであることを明かしてロックマンを追いつめる。
「白い悪夢」では、突如に現れた白いロボットを倒すためにサードナンバーズと供に戦うが、健闘虚しく、ワイリーを避難させていたシェードマン以外が破壊され、シェードマンも囮となって倒されてしまう。だが、事前にシェードマンの指示を受けていたダークマンシリーズがセカンド、サーズのナンバーズと共に回収しており、自己修理を終えた「光る明日へ」で再登場、全ナンバーズと共に旧ワイリー基地で破損したパーツの代わりとして働き、サンゴッドと戦うロックマンにエールを送った。
DWN.049 フリーズマン
無公害エネルギー試験用ロボット。「高温+低温=常温」というテーマの下に製作された。低温エネルギーを攻撃に転換した冷凍弾「フリーズクラッカー」が武器。当初はブラック4ローダーズというチームのNo.5（なぜチーム名が「4」なのに5名いるのか不明）として登場し、変装のため車ロボットであるローダーの中に入っていた。
同系統ロボットの先輩であるアイスマンの大ファンであり、ワイリーの命令を無視して終始彼らに随行していた。破壊されたターボマンが最後の悪あがきでロールとアイスマンを攻撃しようとした際、正体を現してアイスマンたちをフリーズクラッカーで作り上げた氷の障壁で守り、自分のメールアドレス付ファンレターを渡して去っていった。非常に無口、というよりシャイな性格で、全編通して「光る明日へ」108ページにてアイスマンに対して「センパイ」と言った1回しか喋ることがなかった。
「白い悪夢」によると、アイスマンは彼からの文通希望は面倒くさく思いつつも承諾したようで、いつもならすぐ来るはずのフリーズマンの返信が一向に来ないことからフリーズマンやワイリーシティが破壊されたことが本当だと信じていた。
「光る明日へ」で他のナンバーズと共に修理され登場した後も、アイスマンに随行している場合が多かった。
なお、コミックボンボン1995年夏休み増刊号に掲載された有賀執筆のギャグ漫画でもアイスマンと共演しており、その際は彼に対して「どこに行ったんでしょうね、アイツ（ブリザードマン）」と敬語で話しかけている。
DWN.050 ジャンクマン
磁力制御戦闘用ロボット。ブラック4ローダーズのNo.3として出場していた。レース終盤で、正体を現すためローダーを破壊して登場。しかし、ローダーを破壊したことでラッシュバイクに置いてけぼりにされてしまった（その後、彼の後を追う際ローダー5（フリーズマン）がいないことに気づいた）。後にシャドーマンたちを回収しに来たガメライザー内にいるのが確認できるのみで、戦闘シーンは一切なく、鉄塊の障壁「ジャンクシールド」も使用していない。
その後も活躍している場面はほとんどないが、「光る明日へ」ではその巨体と怪力を活かして、損傷がひどくて動けなくなったガッツマンを担いで運んでいる場面がある。
初登場した際、バーストマンと「我らのコンビネーション」と言っているように彼と気が合うらしく、その後もバーストマンと一緒にいる場面が多い。
DWN.051 バーストマン
重火器内蔵戦闘用ロボット。ブラック4ローダーズのNo.4として出場していた。ジャンクマンと同時に正体を現す際には、ローダーの外装を溶かすという謎の能力を見せているが、ジャンクマンと同様の理由で置いてけぼりにされた。
特殊武器である爆弾入りシャボン玉の「デンジャーラップ」は一コマだけ使っているシーンがあるのみ（それすらも空振り）。
DWN.052 クラウドマン
空中戦闘用ロボット。雷攻撃「サンダーストライク」が武器で、局地的ではあるが気象コントロール装置を搭載しており、子分と力を合わせて巻き起こした大嵐のパワーは「R破壊指令」のエアーマンにも匹敵する。口調が荒い。ロックマンたちの妨害をするべく、ハワイ上空にて部下のロボット共に局地的な嵐とドサクサにまぎれた落雷を起こすが、レースが中止されそうになったため賞金が貰えないことを恐れたワイリーの命令で急遽中断、ロックマンへのピンポイント攻撃に切り替えたことでアイスマンに気づかれ、アイススラッシャーを受けて氷漬けになってしまった。なお、この雷雨はロックマンの頭上にのみ移動しながら発生する明らかにおかしいものだったのだが、ロックマンはロールに指摘されるまでそのことに全く気付かなかった。
「白い悪夢」のサーズセブンズ集合のコマではなぜか中央を飾っている。
「光る明日へ」ではアイスマンの回収を行った他、電気制御能力を活かし、エレキマンと一緒にライトット研究所や旧ワイリー基地の配線の修理や発電機代わりを行って活躍した。
DWN.053 スプリングマン
約2000個もの強力なバネ（ソレノイドコイルと同様の構造）でできた身体を持つ戦闘用ロボット。「弾性」というテーマの下に作られた。各パーツが表裏回転しており、それを生かしたトリッキーな戦闘が得意。陽気な性格で、「○○デ～ス」など、英語交じりのエセ外国人風の口調が特徴。
ターボマンと共に「レイ・ブリュイルト博士」という人物が製作したロボットを名乗り、原作での愛車であるサプライズボクサーに乗ってレースへ出場していた（なお、レイ・ブリュイルトの綴りは“Ray Blewilt”であり、アルバート・ワイリー“Albert Wily”のアナグラムである）。ターボマンが本性を現した際に彼へ加勢し、バネの体を活かした強力な打撃を不意打ちでかますが、スーパーロックマンのロケットバスターの一撃で破壊された。
ワイリーナンバーズの中で唯一Wのマークがついていない。
DWN.054 スラッシュマン
恐竜型高機動戦闘用ロボット。ラッシュロードスターに追いつくほどの俊足と、強力な切れ味を持つ両手の「スラッシュクロー」が武器。語尾に「ジャン!」をつけるのが口癖で、常にテンションが高い単細胞。
シェードマンと共にロールの機体に取り付けられた爆弾の存在をロックマンに伝え、レース中にシシトラック（原作におけるターボマンステージ中ボス）に乗ってロックマンを襲撃する。だが、路上に落とされたことでトラックに轢かれ、シェードマンが持ってきたVAN・プーキン（原作におけるシェードマンステージ中ボス）をトラックに突撃させたため爆発に巻き込まれ、挙句に残骸から這い上がったところを後続のライトットに轢かれるという散々な目にあった。
DWN.055 シェードマン
背中の翼で空中を飛びまわる吸血鬼型側近ロボット。セブンスナンバーズの中心的存在で、「白い悪夢」以降はワイリーナンバーズ全体においてもリーダー格として活躍を見せる。ミーハーな口調でナルシストだが、理知的で紳士的な性格で、常に冷静で的確な答えを導いて行動している。特殊武器である破壊音波「クラッシュノイズ」はバスターを準備するコマがあるのみで、フォルテがロックマンに向かったため使用はしていない。
ワイリーへの忠誠心は並々ならぬものがあると共に彼のロボットに対する博愛精神を理解しており、シャドーマンは「お喋りであること以外はブルースに似ている」と評価している。
「白い悪夢」では、白いロボットは敵と見なした者を皆殺しにするだろうから部下を見捨てられないと、逃走を拒絶するワイリーに催眠音波をかけ（なお、原作でのシェードマンは「催眠音波を搭載する予定だったが、失敗して破壊音波のクラッシュノイズになった」という設定がある。またゲーム中でも、相手を行動不能にする音波を目から発射している）、シャドーマンにワイリーを託して自身は囮となって白いロボットに輸送船ホゲールもろとも撃墜される。この際、シャドーマンに過酷な思いをさせること態となってしまったことに対して、「なぜ博士は我々に『心』を持たせたのか?」とぼやいていた。
その後「光る明日へ」では、実は囮になる直前にダークマンシリーズに破壊されたナンバーズ達をガメライザー格納庫へ運び込むよう命令し、ナンバーズ達を事前に救助していたことが判明。さらにシェードマン自身もギリギリのところでクイックマンに救助され、旧ワイリー基地へ避難していた。後半から登場してスペースルーラーズに対抗する一連の作戦を立て、事件解決における多大な功労者となった。事件後は修行の旅に出るシャドーマンからワイリー護衛の代行を頼まれ、ワイリータワーの麓で出撃するテングマンたちを「白い悪夢がまた来なければいいが…」と皮肉を呟きながらも見送った。
DWN.056 ターボマン
自動車へ変形する能力を持つ戦闘用ロボット。車輪状の炎を放つ「バーニングホイール」が武器（なお、この特殊武器の名称が作品の題名にもなっている）。終盤までは自動車形態のみの登場で、スプリングマンと共にブリュイルト博士製と装いトップグループを疾走、所々でロックマンの気を引いて罠に嵌めるべく声をかけていた。ロックマンが正体を見抜いていたことを知ると本性を現すと共に人型に変形して襲撃するが、バーニングホイールをスーパーロックマンに回避され、後方から向かっていたロールに追突された隙にロケットバスターの直撃を受け破壊された。冷静沈着な性格で、本性を現して以降は攻撃的な口調だが本質的にはそのままである。
「白い悪夢」では、白いロボットの実力をいち早く見抜き、フォルテが撃破された後、サーズ、セブンスに一斉攻撃の命令を出していた。
「光る明日へ」では、旧ワイリー基地の機能を復旧させるべく、自動車形態になりタップマンとチャージマンと共に自身の強力なモーターを起動、動力の代用役の一部を務めた。

#### エイスナンバーズ
『ロックマン8』のボスのこと。
「光る明日へ」でスペースルーラーズとの戦いが終わった後、ワイリーによって製作され、ワイリータワー最上階から世界各地へと出撃した。
DWN.057 テングマン
天狗型空中戦闘用ロボット。左腕に小型竜巻発生器「トルネードホールド」になる大型ファンを搭載したバスターを装備しており、鼻はピトー管になっている。
DWN.058 アストロマン
4次元制御戦闘用ロボット。3次元の存在が4次元を認識できないことを利用して通常の移動をワープのように見せかけてかく乱させる戦法を得意としている。
DWN.059 ソードマン
純戦闘用ロボット。大昔の剣を使いこなすために造られ、剣の重量を生かすため上半身を浮遊させ可動域を大きくしている。超伝導体を冷却した際に発生した熱を右腕の大剣を通じて放出される「フレイムソード」が武器。
DWN.060 クラウンマン
ピエロ型戦闘用ロボット。長い両腕から流し込まれる「サンダークロー」が武器。また、原作ゲームでの空中ブランコは彼専用の充電器で、充電用端子である両腕を通じて急速充電を行うという説明がされている。
DWN.061 サーチマン
二つの頭部（左が上官で、右が部下）を持つ広範囲策敵戦闘用ロボット。元々は警備用監視ロボットだった。
DWN.062 フロストマン
寒冷地仕様戦闘用ロボット。クラウンマンの余剰パーツを流用して製造された。ワイリーナンバーズの中では1、2を争う巨漢。
DWN.063 グレネードマン
手榴弾型の重火器内蔵戦闘用ロボット。右腕のバスターから放たれる照明効果と破壊力を併せ持った多弾頭閃光弾「フラッシュボム」が武器。破壊・誤爆を好むサディスト兼マゾヒスト（有賀が以前手がけたショートコミックスでも誤爆で自身がバラバラになっても恍惚していた）で、このような性格になったのは、爆発物を扱うため、圧力が分散されやすい円筒型のボディを基に難燃性で粘度の高いオイルを充填し、内部の回路を保護しているため。
DWN.064 アクアマン
水質制御戦闘用ロボット。ワイリーの命により正体を隠して水道局で水質管理などの作業をしていたが、第8次世界征服計画発動の際に召集され、本来の任務に就いた。

### その他
一般市民
作品の各所の登場する人間のモブキャラクターの一部は『ロックマンエグゼ』シリーズに登場するネットバトラーとなっている。
「アステロイドブルース」冒頭におけるワイリー逮捕のニュースの際には多数の人物の後姿が登場し、その後も「バーニングホイール」で視聴者としてテスラ・マグネッツ、テレビスタッフとして砂山ノボル、リポーターとして緑川ケロ、『暗黒の月』では桜井メイル、『光る明日へ』においてはライカ、イワン・コオリスキー、ラウル、ディンゴ、ジャスミンとメディなどが登場している。また、「アステロイドブルース」冒頭に登場する裁判長は『ロックマンゼロ3』の人間形態のグラチャー・レ・カクタンク、「暗黒の月」でのライトの回想に登場する大学生時代のライトとワイリーは『ロックマンエグゼ』の青年時代の光正とアルバート・W・ワイリーをモチーフにしている。

## 設定・メカニック
多くの設定は原作に登場したものをモデルとしているが、オリジナルの設定や作品独自の解釈も多数加わっている。また、出典や本流シリーズ以外のロックマンシリーズへのオマージュも多数見られる。
政府のロボットたち
小惑星に向かった調査ロボットとワイリーを監視していた警備ロボット。デザインは調査団のものと監視警備のもので異なるが、ともに『ロックマンエグゼ』シリーズに登場したネットナビと同様のものとなっている。
小惑星α（アルファ）
太陽系外から飛来した直径200kmほどの小惑星で、地球の探査艇によりこの惑星に古代文明の遺跡と超エネルギー元素が確認されたために、地球政府は全ての超エネルギー元素を回収することを決定した。
作中では既に生命体は存在しておらず、遺跡と侵入者撃退用のロボットが存在するのみである。
大本の文明は別の星のもので、かつて自分達が超エネルギー元素を用いて造り上げたスペースルーラーズによって本星を追われた人々がここに集い築かれたものであった。
この小惑星αも結局スペースルーラーズによって滅亡に追いやられたが、滅びる直前に突如現れた白いロボットによってスペースルーラーズは封印され、遠い未来発見するであろう異星人に向けて超エネルギー元素とスペースルーラーズの警告、そして白いロボットの存在をメッセージとして遺跡に残していた。
小惑星α（アルファ）のロボット
小惑星αにあった地球外文明の遺跡に存在していた自動兵器。超エネルギー元素に触れるものが現れると活動を再開し、侵入者の排除を行う。ロックマンたちが来た時点では知る由もなかったが、実はこの兵器は遺跡を守護するのではなく、超エネルギー元素とともにスペースルーラーズを封じ込めるたの警告としてのものだった。
デザインは『ロックマンDASH』シリーズに登場する「リーバード」の流用である。
ドクロボットK‐176
「アステロイドブルース」に登場した、Dr.ワイリー制作のロボット。原典は『3』。ワイリーナンバーズのデータを組み込むことで、その能力を発揮することができ、同一の個体でもデータによって、複数の局面に対応できる高性能機。自らの意思は持たず、また高コストゆえ、8体しか存在しない。
作中ではクイックマン、ウッドマンのデータを搭載した2体が確認できる。ワイリーに率いられ、国際エネルギー研究所を襲撃し、超エネルギー元素を強奪した。ゲーム中では、ロックマンのジャンプで跳び越えられないほどの大きさであることから、作中に登場するロボットの中でもかなり大型のサイズである。
超エネルギー元素
小惑星αにて発見された高エネルギーを秘めたクリスタル状の物質。政府の調査では、8つだけで1000年は地球のエネルギー資源問題が解決されるというエネルギーを発生させる。アステロイド・ブルースではこのクリスタルを巡ってロックマンとサードナンバーズが激突した。またスペースルーラーズの動力源でもあり、この凄まじい出力のため、ルーラーズは地球上のどのロボットよりも優れた戦闘力を発揮した。地球製のロボットにも搭載は可能だが、凄まじい出力に振り回され自滅する危険性も孕んでいる（実際、コサックナンバーズは暴走した）。ルーラーズとの最終決戦ではデューオが握っていた7つのクリスタルをロックマン、フォルテ（勝手に持ち出したため彼のみ4つ）、シャドーマン、リングマンが搭載し、戦いに臨んだ。なお、ブルースも実験台としてワイリーによってクリスタルを搭載されている。
設定資料によると、上述の政府の調査結果は誤りで、実際に超エネルギー元素から抽出されるエネルギーは無限である。ただし、このエネルギーは意思を持つロボットと接続した場合にのみ抽出することができる。これを研究したワイリーおよびスペースルーラーズを開発した異星人は「一つの物体から無限のエネルギーが生じるなど考えられないので、使用者の精神に応じて別の次元からエネルギーを取り出す『扉』のようなものではないか」と推測している。その理論をもとに異星人が作り出したのがサンゴッドである。
その正体はデューオと黒いロボットのエネルギーで、彼らのボディの破片がクリスタルに変化したりデューオの左腕の残骸から発生し、クリスタルを搭載したロボットがデューオの声が聞こえるようになるなど、宇宙ロボットそのものの一部であるような描写もなされている。上記のように、小惑星αの文明もデューオと黒いロボットの破片を偶然手に入れて利用したにすぎず、デューオの正体とともに宇宙のどこで生み出されたものなのかは最後まで不明のままであった。
モデルは『ロックマン3』においてγ（ガンマ）の動力源としてワイリーが使用した、未開拓惑星で発見されたエネルギーである。また、宇宙ロボットのエネルギーという点など『ロックマン8』に登場した「悪のエネルギー」の要素も見受けられる。
γ（ガンマ）
「超エネルギー元素を入手するため、小惑星αの防衛ロボットを撃破するためのロボットを作る」という政府の依頼を受けてライトとワイリーが共同製作した巨大戦闘ロボット。原典は『ロックマン3』のラストボスとして登場するライトとワイリーが共同制作した世界平和用ロボットで、原作では左腕しか動かない未完成状態だったが、本作では全身が完成している。
主な武器は、漫画オリジナル装備となる右腕の5連装バスターから発射される無数の電撃状ビーム。起動にはかなりのエネルギーが必要のようだが、物質瞬間移送装置で到着したスパークマンが充電を行い起動させた。待機段階では原作における第1形態の頭部をしているが、起動すると原作における第2形態の頭部の形状をしたヘルメットを装着する。
ライトは製作当初からワイリーが悪用する可能性を危惧しており、いざとなったら破壊できるように腰の構造を意図的に弱く設計していた。遺跡のロボットをものともしない驚異的な戦闘力を発揮するが、弱点にロックマンとブルースの攻撃を受けて大破した。
本作におけるコサック博士の製作したデューオのボディは、『ロックマン4』においてワイリー基地から極秘に持ち出したγのデータから製作したものであるとされる。
物質瞬間移送装置（テレポーテーター）
その名の通り物質を空間を越えて移動させる転送装置。
ライトの弁によれば世間的にはまだ理論段階の代物だったようだが、ワイリーは秘密基地にてすでに試作品を完成させていた。さらに投獄された後は暇つぶしとして設計を行って（牢屋の床や壁には数式等が大量に書かれていた）ライトと面談時にはついに完全なものの設計が完成、γの予備エネルギータンクに偽装して宇宙船内部で製作し、試作型の物質瞬間移送装置を通じて隙を見て地球に帰還、サードナンバーズの開発やブルースへの超エネルギー元素埋め込みなどを行っていた。
γに装備されたものは回収した超エネルギー元素の輸送にも使うつもりだったようだが、γが破壊された後にブルースが地球に帰還するのに使われ、機能を停止した。
外見のモデルは、各シリーズの終盤ステージにするカプセル状のワープ装置である。
ワイリー側のザコロボット
「バーニングホイール」では、パイプラインコースの妨害に、イルカーン（『5』）と、カニガンス（『7』、バーストマンステージの中ボス）が登場した他、コース各地の中継画面に、シュリンク（『2』）、ウォーキングボム（『3』）、ガブギョ（『6』）、ヘリメットール（『7』）などのザコロボットが確認できる。また、セブンスナンバーズの記述に表記されているVAN・プーキン、シシトラック＆シシロケットの他、キング・ガジュラス（『7』、スラッシュマンステージの中ボス、「白い悪夢」ではスラッシュマンと共闘）が登場し、『7』の中ボスはワンシーンながら一作に総出演している。また、クラウドマンが率いた軍団は、ボーフーウー、テルテル、カミナリ小五郎といった『7』での彼のステージのザコロボットで構成されている。「白い悪夢」では、ワイリーシティ防衛のため、フォルテと共に、トリプロペラン（『7』）、カミナリ小五郎が出撃しているのを確認できる。
「光る明日へ」では、旧ワイリー基地（デザインは『2』のワイリー城）にて、ピコピコくん（ワイリーステージのボス）をはじめ、ネオ・メットール、フライボーイ、テリー、ビッグフィッシュなど『2』のロボットが多く確認できる。
ホゲール
「白い悪夢」に登場した、クジラ型の大型輸送船。飛行可能で、巨大戦闘用メカを数体格納可能。
最初はシャドーマンがワイリーを乗せてワイリーシティ脱出に使おうとしたが、シェードマンの作戦により、彼が操縦する。シティ壊滅後、大型メカ、ブリキング（原典は『ロックマン8』）、ジャイアント・メットール（『3』）、VAN・プーキン（『7』）、ハンニャNED2（『7』）といった大型メカを次々に出撃させ、白いロボットを撃破しようとするが、全て返り討ちに遭い、健闘むなしくホゲール自体も撃破される。実は指令席に座るワイリーは人形であり、シェードマンは本物をガメライザーで脱出させるための囮だった。「光る明日へ」で、シェードマンもクイックマンにより、ギリギリのところで救出されたことが明らかになる。
原典は『8』。ゲームよりかなり大型化されている印象を受ける。
ガメライザー
カメ型の大型輸送船。大型の格納庫を搭載し、飛行、水上移動、潜水が可能。
「バーニングホイール」ではラストシーンで、バーストマン、ジャンクマン（2体は操舵室内）、シャドーマン、シェードマンが搭乗している。
「白い悪夢」では、シェードマンがホゲールで陽動作戦を行っている最中に、シャドーマンが重傷を負ったワイリーを伴い、ワイリーシティを脱出するのに用いられた。市街地でシャドーマンがロックマンらと落ち合った後、白いロボットの攻撃で破壊された。実はシェードマンの指示で、セカンズ（クイックマンを除く）、サーズ、セブンスナンバーズ及びフォルテが、ダークマンシリーズによって格納庫に回収されており、「光る明日へ」で総登場した。
原典は、『7』で、ワイリーステージの大型ボスロボット。本作では、火炎放射や小型カメメカ「スポタロ」などの武装は使用しなかった。
バトル&チェイスに出場したマシン
Dr.ライトット研究所
ライトットが極秘に建造していた巨大なエディー型の移動研究所。
ライト博士たちから頼まれた買い物のお釣りをちょろまかして作っていたらしいが、かなり大規模なものだったため「お釣りで作れるレベルか?」と不思議がられていた。
ライトの研究所が破壊されたため「秘密研究所はないのか」と言ったワイリーの発言にライトットが応じて起動させ、地下から登場し、ナンバーズたちの修理に使用した（なお、とりあえずこのおかげで研究所問題はどうにかなったため、資金横領の追及に関して先送りとなった）。超エネルギー元素で暴走したフォルテが出撃する際に大穴を明けられたため、エピローグでは応急処置としてシートが張られている。
外見は『ロックマン7』にてライトットが使用していた移動研究所「ビッグエディー」そのものだが、本作では名前が登場していない。
ワイリーの対ロックマン用強化服
「光る明日へ」でワイリーが使用したパワードスーツ。ワイリーがもしものためにと開発していたもので、両腕に爪とレーザー砲を装備している。作中でワイリーが懐に隠していたカプセル状の装置を使って用意しているが、実際にスーツをどうのように取り出して装着するのかは不明。
アースの襲撃を受けてロックマンが追い詰められた際に、「ロックマンを倒すのは自分である」としてこれを用いてロックマンの電子頭脳を急所を外して撃ち抜き、「ロックマンを倒したふり」を行った。その後、復活したワイリーナンバーズたちと合流した際にワイリーの足元に脱いだまま置かれていたため破壊されなかったようだが、その後は使用していない。
デザインのモデルは『ロックマン2』のラストボスである「エイリアン」（ワイリーが宇宙人に変身したと見せかけるホログラフ）である。

## 単行本
通常版
1. ISBN 978-4904293256
2. ISBN 978-4904293287
3. ISBN 978-4904293447

新装版
1. ISBN 978-4835451749
2. ISBN 978-4835451756
3. ISBN 978-4835451763